# Корпоративна інформаційна система
Корпорати́вна інформаці́йна систе́ма (КІС) — це інформаційна система, яка підтримує автоматизацію функцій управління на підприємстві (в корпорації) і постачає інформацію для прийняття управлінських рішень. У ній реалізована управлінська ідеологія, яка об'єднує бізнес-стратегію підприємства і прогресивні інформаційні технології.

## Сучасні КІС мають такі основні характеристики

### Масштабність
Це одна із важливих характеристик інформаційних систем такого класу, враховуючи масштаби діяльності корпорації. Масштабна ІС повинна функціонувати на масштабній програмно-апаратній платформі (сервери, операційні системи, системи комунікації, СУБД), що потребує значних зусиль спеціалістів з проектування й упровадження таких систем. Оскільки варіантів конфігурації базового устаткування і програмного забезпечення може бути багато, то КІС має бути багатоплатформною.

### Багатоплатформні обчислення
В КІС виникає потреба, щоб прикладна програма працювала на кількох програмно-апаратних платформах. При цьому мають бути забезпечені однакові інтерфейс і логіка роботи на всіх платформах, маючи на увазі подібність схем екрана, елементів меню і діалогової інформації, що надається користувачеві різними платформами; інтегрованість з користувацьким операційним середовищем; однакова поведінка на різних платформах; узгоджена підтримка незалежно від платформи тощо. Реалізувати прикладну програму одночасно в кількох середовищах нелегко. Тому з'явилися інтегровані програмні середовища розробки (framewors), які значно полегшують перенесення прикладних програм між різними середовищами. До них належать Windows Open Systems Architecture (WOSA); Win 32, загальне відкрите програмне середовище UNIX COSE, Арр Ware Foundation та інші.

### Робота в неоднорідному обчислювальному середовищі
Важливою перевагою КІС є можливість роботи в мережах, до яких входять комп'ютери, що працюють під управлінням різних операційних систем або побудовані на різних обчислювальних платформах. При цьому має бути забезпечена взаємодія всіх робочих обчислювальних платформ і операційних систем, які використовуються.

### Розподілені обчислення
Це один із видів роботи в клієнт-серверній архітектурі, коли дані чи запити, що надходять з клієнтських машин, розподіляються поміж кількома серверами, що збільшує пропускну здатність для користувача і дає можливість багатозадачної роботи. Це сприяє максимальному використанню обчислювальних ресурсів, зниженню витрат і підвищенню ефективності системи.
Забезпечення розподіленої роботи і віддаленого доступу до документів — обов'язкова вимога до інформаційних систем корпоративного рівня. Останніми роками невід'ємною складовою частиною цієї вимоги стала підтримка роботи в архітектурі Internet/Intranet.

## КІС надає користувачеві можливість вирішення таких глобальних задач
1. Зробити прозорим для керівництва корпорацією використання вкладених у бізнес капіталів;
2. Надати повну інформацію для економічної доцільності стратегічного планування;
3. Професійно керувати витратами, наочно і своєчасно показувати, за рахунок чого можна мінімізувати витрати;
4. Реалізувати оперативне управління підприємством згідно з вибраними ключовими показниками (собівартість продукції, структура витрат, рівень прибутковості тощо);
5. Забезпечити гарантовану прибутковість підприємства за рахунок оптимізації і прискорення ряду процесів (строків виконання нових замовлень, перерозподілу ресурсів і т. д.).

Повноцінна КІС повинна забезпечити інформаційну прозорість підприємства, формувати єдиний Інформаційний простір, який об'єднує інформаційні потоки, що йдуть від виробництва до нього, з даними фінансово-господарських служб і видавати необхідні повідомлення для всіх рівнів управління підприємства.

## Види корпоративних інформаційних систем
Корпоративні інформаційні системи поділяються на наступні класи:

### ERP (Enterprise Resource Planning System)(Планува́ння ресу́рсів підприє́мства)
Сучасні ERP з'явилися в результаті майже сорокалітньої еволюції управлінських та інформаційних технологій. Призначені вони головним чином для побудови єдиного інформаційного простору підприємства (об'єднання всіх відділів і функцій), ефективного управління всіма ресурсами компанії, пов'язаними з продажами, виробництвом, обліком замовлень. Будується ERP-система за модульним принципом і, як правило, має у своєму складі модуль безпеки для запобігання як внутрішніх, так і зовнішніх крадіжок інформації.
Проблеми ж виникають в основному через помилки використання або початкового плану впровадження системи. Наприклад, урізані інвестиції в навчання персоналу роботі в системі суттєво знижують ефективність. Тому впроваджують ERP-системи як правило не відразу в повному обсязі, а окремими модулями, особливо на початковій стадії.

Приклади українських ERP-систем: Bimp, IT-Enterprise, Універсал ERP, Дебет Плюс. 

### CRM (Customer Relationship Management System)(Управління відносинами з клієнтами)
Управлі́ння відно́синами з кліє́нтами— поняття що охоплює концепції, котрі використовуються компаніями для управління їхніми взаємовідносинами зі споживачами, включаючи збір, зберігання й аналіз інформації про споживачів, постачальників, партнерів та інформації про взаємовідносинами з ними.
Сучасна CRM направлена на вивчення ринку і конкретних потреб клієнтів. На основі цих знань розробляються нові товари або послуги і таким способом компанія досягає поставлених цілей і покращує свій фінансовий показник.
Існує три CRM-підходи, кожний з котрих може бути реалізованим окремо від інших:
1. Оперативний — автоматизація споживчих бізнес-процесів, що допомагає персоналу з роботи з клієнтами виконувати свої функції.
2. Співробітницький — програма взаємодіє зі споживачами без участі персоналу з роботи з клієнтами.
3. Аналітичний — аналіз інформації про споживачів із різноманітними цілями.

Принципи CRM-систем
1. Наявність єдиного сховища інформації, звідки в будь-який момент доступні усі відомості про усі випадки взаємодії з клієнтом;
2. Синхронізація управління множинними каналами взаємодії;
3. Постійний аналіз зібраної інформації про клієнтів та прийняття відповідних організаційних рішень — наприклад, «сортування» клієнтів на основі їхньої значимості для компанії.

Можливості CRM-систем:
- Швидкий доступ до актуальної інформації про клієнтів;
- Оперативність обслуговування клієнтів та проведення операцій;
- Формалізація схем взаємодії з клієнтами, автоматизація документообігу;
- Швидке отримання всіх необхідних звітних даних та аналітичної інформації; — * Зниження операційних витрат менеджерів;
- Контроль роботи менеджерів;
- Узгоджена взаємодія між співробітниками і підрозділами.
- Управління бізнес-процесами — дозволяє автоматизувати послідовні операції, які виконуються співробітниками організації;
- Управління контактами, історія взаємодії з клієнтами — це єдина база даних всіх контрагентів компанії (клієнтів, постачальників, конкурентів) з внесеною раніше докладною інформацією про них, про їх співробітників і т. д.

Система дозволяє здійснювати швидкий пошук важливої інформації про контрагентів, отримувати всю історію зустрічей, переговорів, листування, угод та інше. Це дуже зручний інструмент для швидкої і якісної роботи з величезними масивами інформації про клієнтів. Система автоматично нагадує про необхідність зробити дзвінок, про заплановані зустрічі та інші заходи;
СРМ дозволяє складати плани за різними показниками (дохід з продажу по менеджерам, відділам, продуктам …). По історії проектів можна відбудувати воронку продажів, що дозволяє визначати проблемні зони в циклах продажів. Планування і контроль виконання плану по факту. Є можливість ведення різних прайс-листів (оптових, дрібнооптових, роздрібних), враховувати акційні пропозиції, знижки від обсягу покупки.
Вся робота з клієнтом відбувається в одній системі: планування заходів, здійснення угод, підготовка і виписка необхідних звітних документів;
- Планування та управління закупівлями і доставками — в системі менеджери завжди можуть бачити наявність і кількість товарів на складі. Відповідальні співробітники можуть стежити виконанням плану закупівель;
- Управління маркетингом — електронна розсилка, пряма розсилка, sms розсилання. Система дозволяє управляти маркетинговими заходами і визначати їхню результативність. Можливість сегментації наявних в базі клієнтів (діючих і потенційних) за певними параметрами для проведення маркетингових заходів;
- Автоматизація документообігу — в систему можна ввести шаблони будь-яких документів, які використовуються в організації, при цьому зникає необхідність ручного складання нового документа при виникненні події. Швидке автоматичне заповнення шаблонів договір, які зберігаються в системі. Автоматичне виставлення рахунків і контроль оплати по них через сумісність з Клієнт-банком;
- Можливість роботи по мережі;
- Імпорт контрагентів з інших баз;

## MES (Manufacturing Execution System)(Керування виробництвом)
Системи класу MES призначені для виробничого середовища підприємства. Системи цього класу відстежують і документують весь виробничий процес, відображають виробничий цикл в реальному часі. На відміну від ERP, яка не має безпосереднього впливу на процес, за допомогою MES стає можливим коригувати (або повністю перебудовувати) процес стільки разів, скільки це буде потрібно. Інакше кажучи, системи такого класу призначені для оптимізації виробництва і підвищення його рентабельності.
Збираючи та аналізуючи дані, одержувані, наприклад, від технологічних ліній, вони дають більш детальне уявлення виробничої діяльності підприємства (від формування замовлення до відвантаження готової продукції), покращуючи фінансові показники підприємства. Всі головні показники, які входять в основний курс економіки галузі (віддача основних фондів, обіг грошових коштів, собівартість, прибуток і продуктивність) детально відображуються в ході виробництва. Фахівці називають MES мостом між фінансовими операціями ERP-систем і оперативною діяльністю підприємства на рівні цеху, ділянки або лінії.

## WMS (Warehouse Management System)(Система Управління Складом)
Warehouse Management System — система управління, що забезпечує автоматизацію та оптимізацію всіх процесів складської роботи профільного підприємства.

### Архітектура автоматизованої інформаційної системи управління складом
Архітектура автоматизованої інформаційної системи управління складом побудована за трирівневого принципу
- перший компонент являє собою видиму для користувача частина — інтерфейс типу «людина-машина» — «клієнтський додаток», за допомогою якого користувач здійснює введення, зміна та видалення даних, дає запити на виконання операцій та запити на вибірку даних (одержання звітів).
- другий компонент (прихована від користувачів частина системи) — сервер бази даних, здійснює зберігання даних. Користувач через клієнтське додаток ініціює процедуру запиту на вибірку, введення, зміни або видалення даних у базі даних (БД).
- третій компонент — бізнес-логіка («завдання» або «процеси» — спеціалізовані програми обробки) здійснює ініційовану користувачем обробку даних, і повертає оброблені дані в БД, повідомляючи користувачеві через екран клієнтського додатку про завершення запитаної обробки.

Цілі впровадження:
- активне управління складом;
- збільшення швидкості набору товару;
- отримання точної інформації про місце знаходження товару на складі;
- ефективне управління товаром, що має обмежений термін придатності;
- отримання інструменту для підвищення ефективності і розвитку процесів по обробці товару на складі;
- оптимізація використання складських площ.

## EAM (Enterprise Asset Management) (Система управління фондами підприємства)
Система управління основними фондами підприємства, що дозволяє скоротити простої устаткування, витрати на техобслуговування, ремонти і матеріально-технічне постачання. Являє собою необхідний інструмент в роботі фондомістких галузей (енергетичних, транспортних, ЖКГ, добувної промисловості та НД).
Основні фонди — це засоби праці, які багаторазово беруть участь у виробничому процесі, зберігаючи при цьому свою натуральну форму, поступово зношуючи, переносячи свою вартість по частинах на знов створювану продукцію. У бухгалтерскому та податковому обліку відображені в грошовому вираженні основні фонди називаються основними засобами.
Історично EAM-системи виникли з CMMS-систем (ще одного класу ІС, управління ремонтами). Зараз модулі EAM входять також до складу великих пакетів ERP-систем (таких як mySAP Business Suite, IFS Applications, Oracle E-Business Suite та ін.)

## HRM (Human Resource Management) (Система управління персоналом)
Система управління персоналом — є однією з найважливіших складових частин сучасного менеджменту. Основна мета таких систем — залучення та утримання цінних для підприємства кадрових фахівців. HRM-системи вирішують два головні завдання: упорядкування всіх облікових і розрахункових процесів, пов'язаних з персоналом, і зниження відсотка відходу співробітників. Таким чином, HRM-системи в певному сенсі можна назвати «CRM-системами навпаки», залучати та утримувати не покупців, а власних співробітників компаній. Зрозуміло, методи тут застосовуються зовсім інші, але загальні підходи схожі.

Функції HRM-систем:
- Пошук персоналу;
- Підбір та відбір персоналу;
- Оцінка персоналу;
- Навчання та розвиток персоналу;
- Управління корпоративною культурою;
- Мотивація персоналу;
- Організація праці.